# Didaktik
Didaktik er læren om undervisningens mål og indhold. Nogle forskere regner desuden undervisningsmetodik med under begrebet didaktik. I bredere definitioner af begrebet er didaktik synonymt med undervisningslære, dvs. den del af pædagogikken, der beskæftiger sig med bibringelsen af kundskaber.

## Begrebsafklaring
Uddannelsesforskere skelner mellem almen didaktik og fagdidaktik. I fagdidaktikken behandles didaktiske emner inden for det enkelte fag, mens almendidaktikken tager sig af mål og indhold (og evt. metodik) på et mere abstrakt plan, f.eks. spørgsmålet om hvad dannelse er. Forholdet mellem fagdidaktik og almendidaktik er i øvrigt omdiskuteret.
Dannelse anvendes både normativt (som ideal for udviklingen af kompetencer) og formativt (om den proces, der fører til målet). Endvidere har der været en tendens til, at dannelsesdebatten i didaktisk teori definerer uddannelse som kvalifikationer eller tilpasning og dannelse som kompetencer.
Et forsøg på en mere kompleks indfaldsvinkel er foretaget af musikdidaktikeren Frede V. Nielsen, der skelner mellem:
- Videnskabsorienteret didaktik (kvalifikationsdidaktik)
- Etnodidaktik (didaktik baseret på hverdagserfaring)
- Udfordringsdidaktik (didaktik baseret på aktuelle og relevante samfundsproblemer)
- Eksistensdidaktik (didaktik baseret på menneskets grundlæggende vilkår)[2]

I forbindelse med samfundets digitalisering er der opstået et større behov for en hensigtsmæssig brug af it i undervisningen, og begreber som it-didaktik' er blevet udbredte.
Det betyder at undervisningen skal være it-baseret og elevaktiverende ud fra forskellige it-værktøjer. Et anvendt redskab inden for it-didaktik er bærbare computere.